# Aristiopsis robustus
Aristiopsis robustus är en kräftdjursart. Aristiopsis robustus ingår i släktet Aristiopsis och familjen Lysianassidae. Inga underarter finns listade i Catalogue of Life.